# كريستوفر جيل
كريستوفر جيل (بالإنجليزية: Christopher Gill)‏ هو سياسي بريطاني، ولد في 28 أكتوبر 1936 في ولفرهامبتن في المملكة المتحدة. حزبياً، نشط في حزب استقلال المملكة المتحدة. في الانتخابات العمومية للمملكة المتحدة 1987 ‏، انتخب عضو البرلمان الخمسون للمملكة المتحدة عن دائرة لدلو خلال فترته النيابية ‏ (11 يونيو 1987 – 16 مارس 1992) وفي الانتخابات العامة في المملكة المتحدة 1992 ‏، انتخب عضو البرلمان الحادي والخمسون للمملكة المتحدة عن دائرة لدلو خلال فترته النيابية ‏ (9 أبريل 1992 – 8 أبريل 1997) وفي الانتخابات العامة في المملكة المتحدة 1997 ‏، انتخب عضو البرلمان الثاني والخمسون للمملكة المتحدة عن دائرة لدلو وقد انضم خلال فترته النيابية ‏ (1 مايو 1997 – 14 مايو 2001) للكتلة البرلمانية حزب المحافظين.

## المنشورات
- كابوس السوط: يوميات أحد المتمردين في ماستريخت. نادي المذكرات. 2003.
- تكسير السوط. كتب بريتوالدا. 13 ديسمبر 2012.

## وصلات خارجية
- الموقع الرسمي